# 布拉耶斯湖
布拉耶斯湖 (義大利語：Lago di Braies) 是意大利多洛米蒂山区的一个湖泊，属于博尔扎诺-上阿迪杰自治省的布拉耶斯。
第二次世界大战末期，这里曾是将集中营囚犯运送到蒂罗尔的地点。

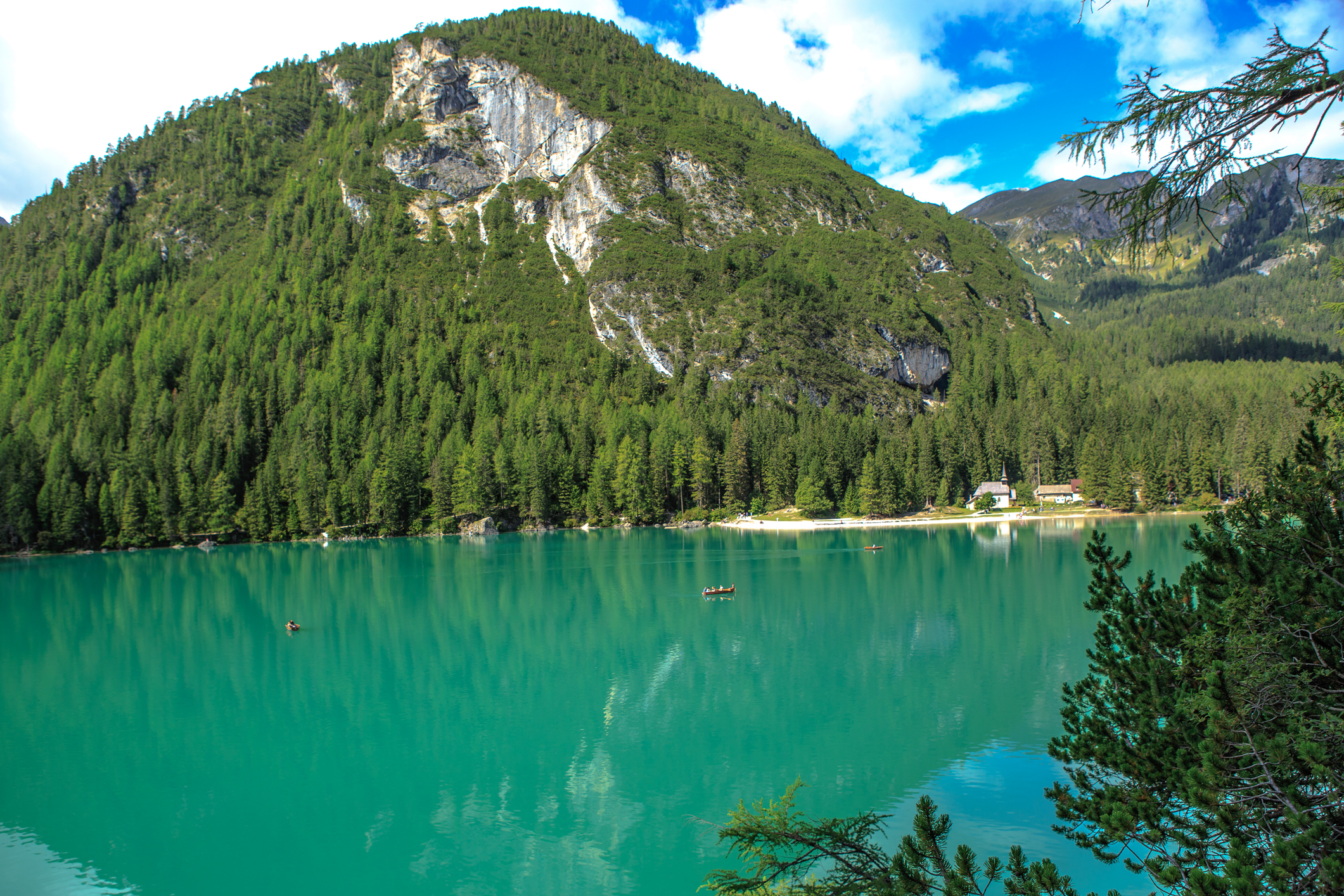
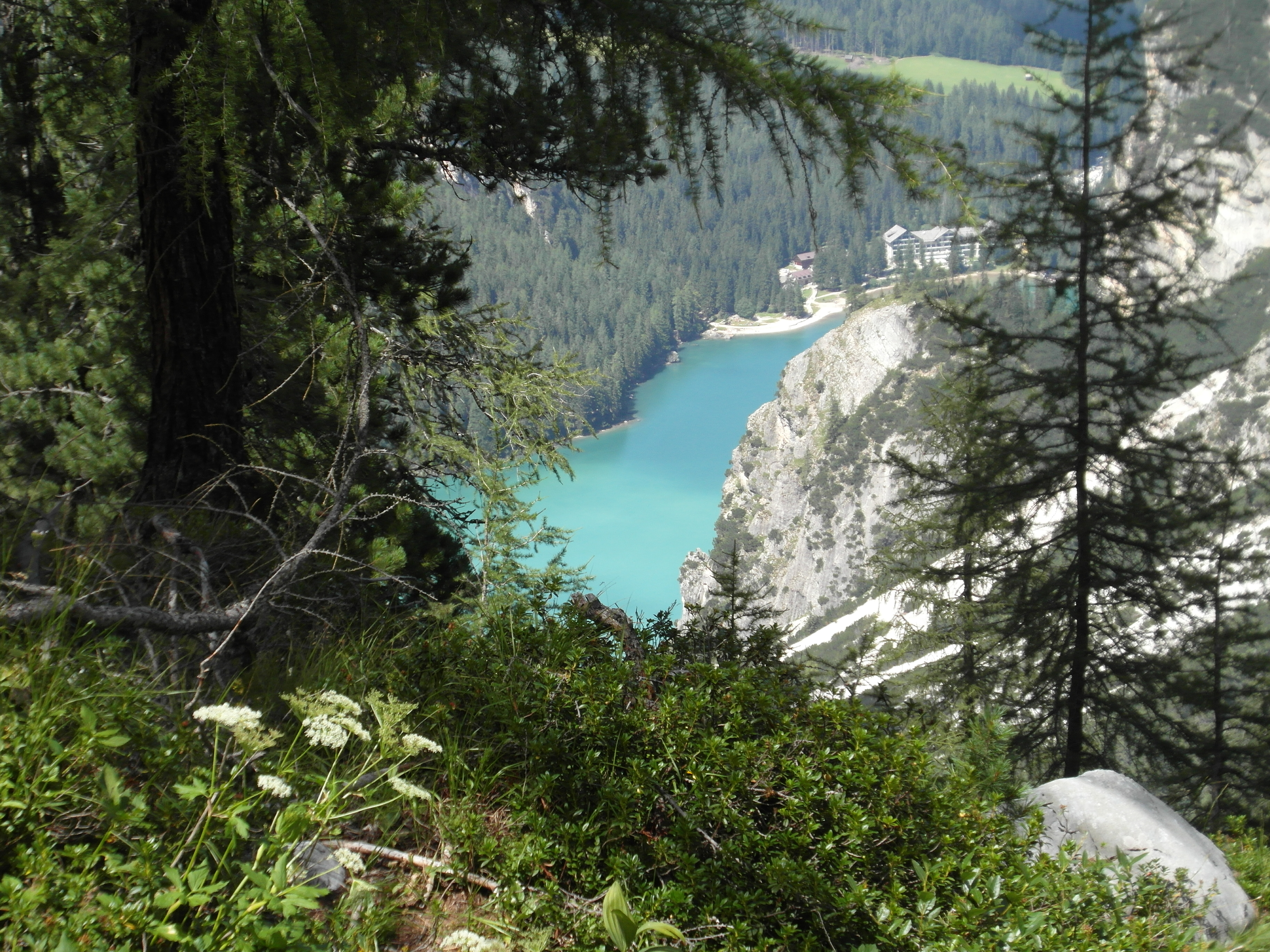
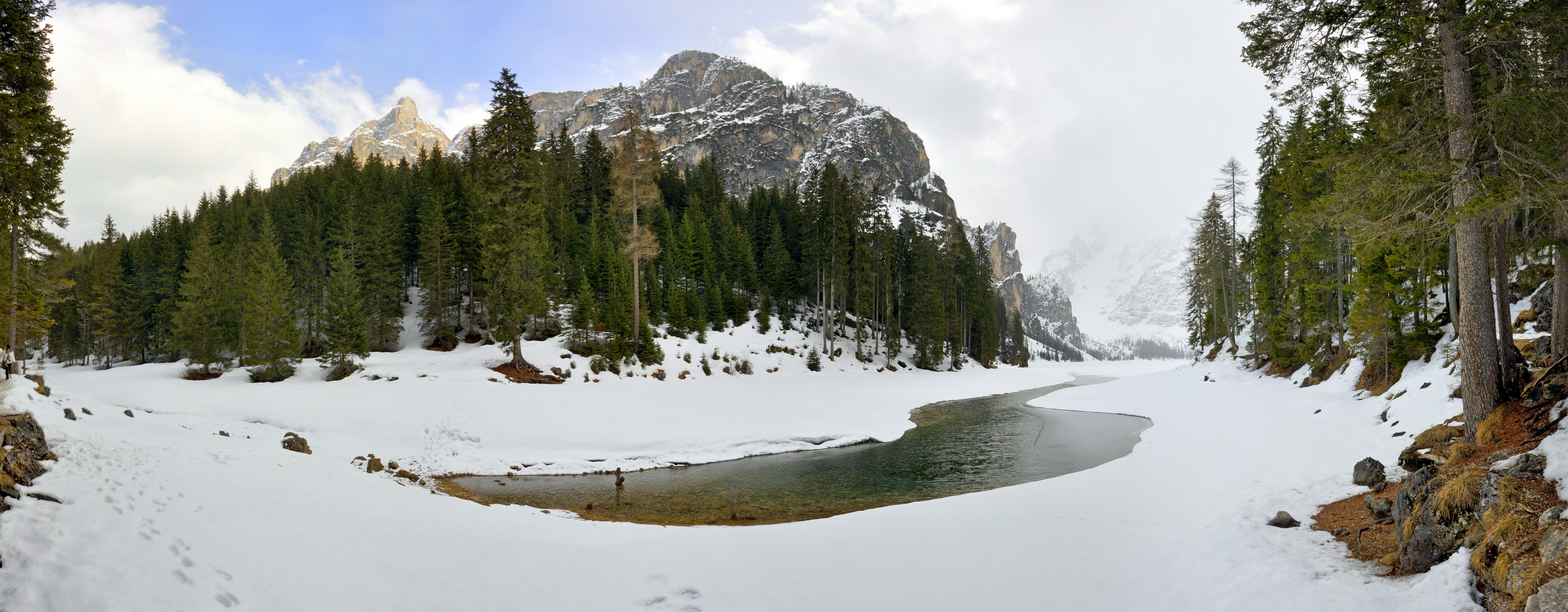
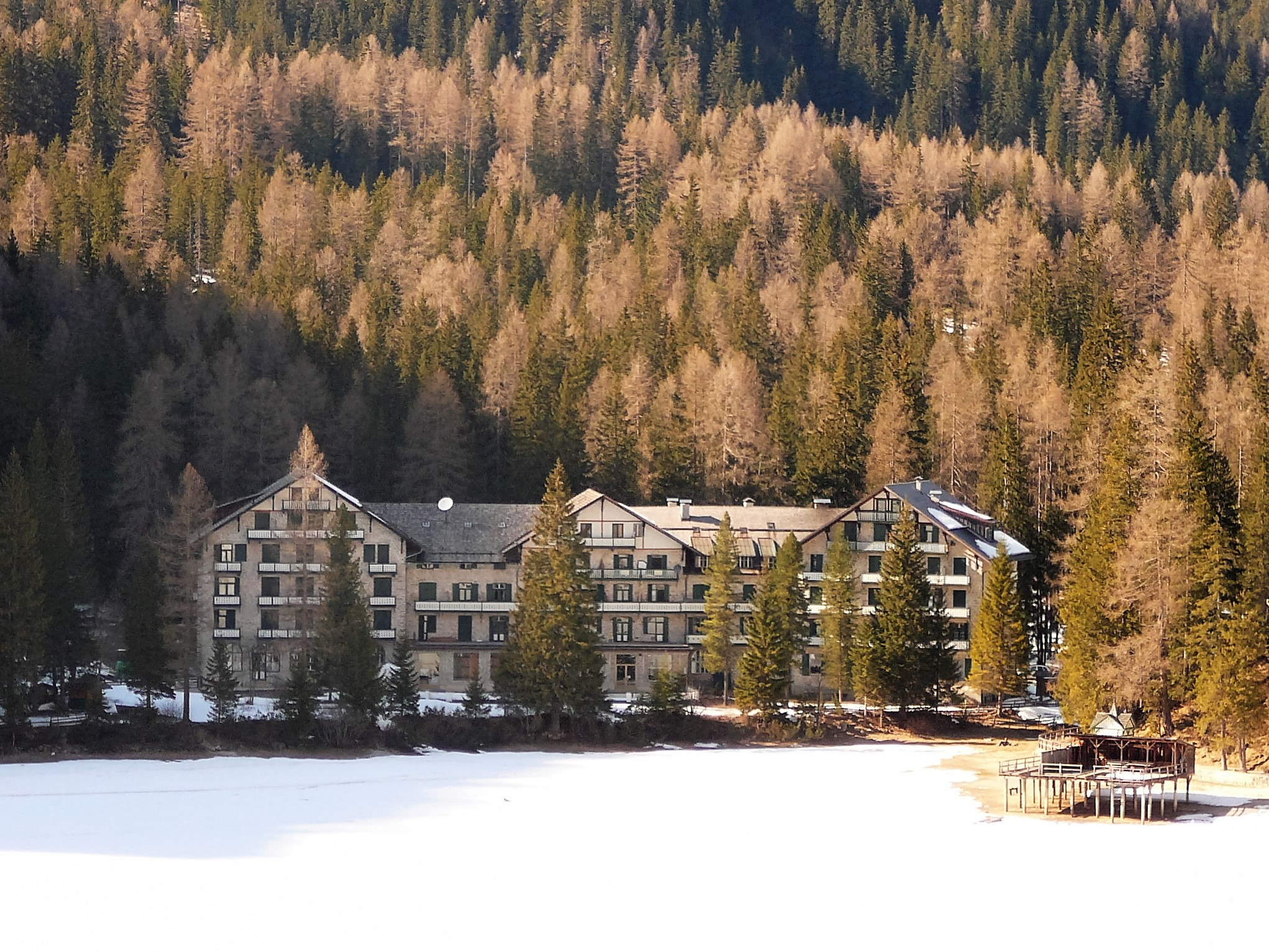